# لیک اند (لوئیزیانا)
لیک اند (به انگلیسی: Lake End) یک منطقهٔ مسکونی در ایالات متحده آمریکا است که در پریش رد ریور، لوئیزیانا واقع شده‌است.